# 웨이퍼 레벨 패키징

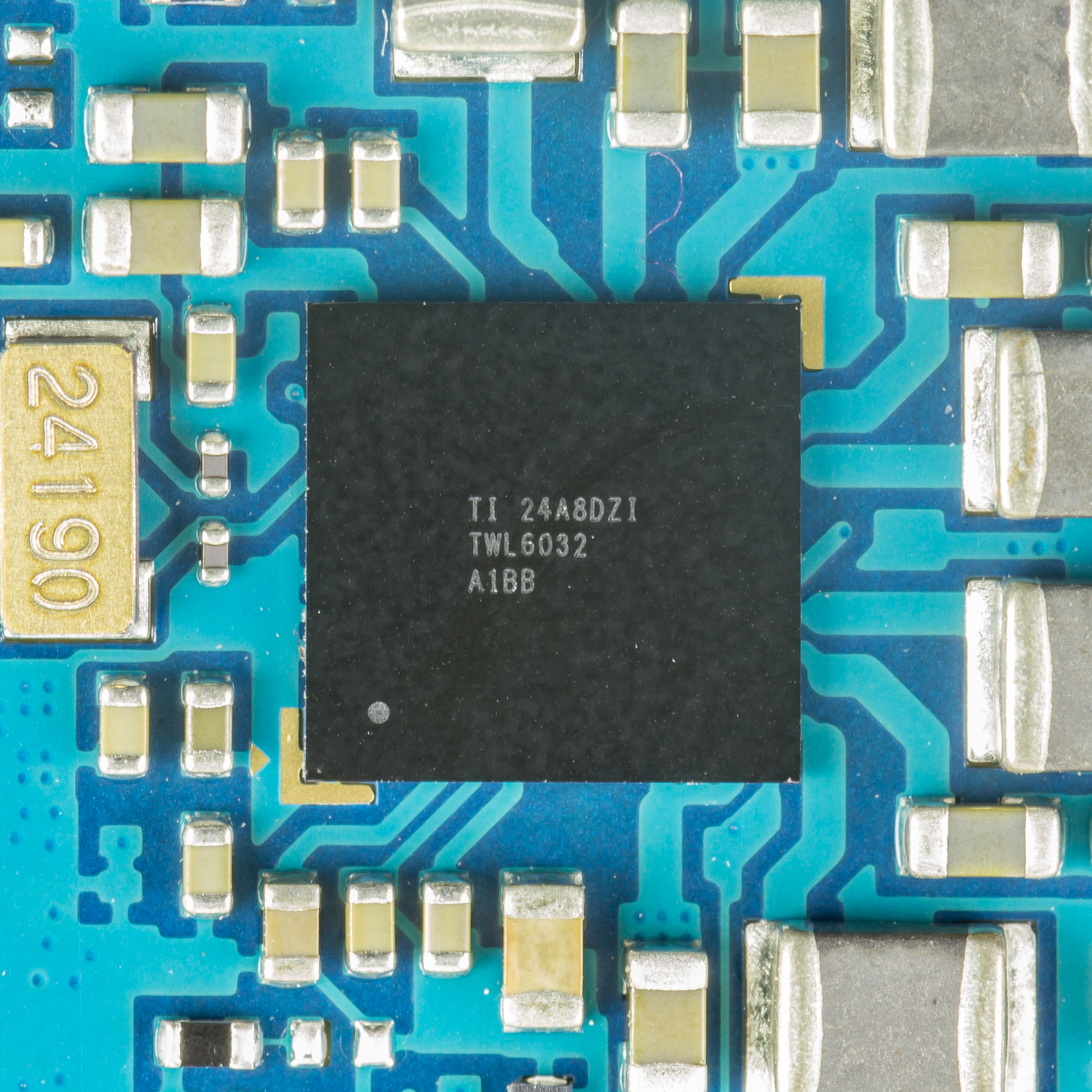
인쇄 회로 기판에 부착된 웨이퍼 레벨 패키지

웨이퍼 레벨 패키징(Wafer-level packaging, WLP)은 IC가 제조되는 웨이퍼가 절단되기 전에 패키징 구성 요소를 집적 회로(IC)에 부착하는 프로세스이다. WSP에서는 패키징의 상단 및 하단 레이어와 솔더 범프가 웨이퍼에 있는 동안 집적 회로에 부착된다. 이 공정은 패키징 부품을 부착하기 전에 웨이퍼를 개별 회로(다이스)로 절단하는 기존 공정과 다르다.
WLP는 본질적으로 진정한 칩 스케일 패키지(CSP) 기술이다. 결과 패키지가 실제로 다이와 동일한 크기이기 때문이다. 웨이퍼 레벨 패키징을 사용하면 웨이퍼 팹, 패키징, 테스트, 번인을 웨이퍼 레벨에서 통합하여 실리콘 시작부터 고객 배송까지 장치가 수행하는 제조 프로세스를 간소화할 수 있다. 현재 웨이퍼 레벨 패키징에 대한 단일 업계 표준 방법은 없다.
WLP의 주요 응용 분야는 (크기 제약으로 인해) 스마트폰이다. 예를 들어, 애플의 아이폰 5에는 최소 11개의 WLP가 있고, 삼성 갤럭시 S III에는 6개의 WLP가 있으며, HTC 원 X에는 7개가 있다. 스마트폰에서 WLP가 제공하는 기능으로는 센서, 전원 관리, 무선 등이 있다. 실제로 최근 아이폰7은 더 얇고 가벼운 모델을 구현하기 위해 팬아웃 웨이퍼 레벨 패키징 기술을 적용할 것이라는 소문이 돌았다.
WL-CSP(웨이퍼 레벨 칩 스케일 패키징)는 현재 시장에서 가장 작은 패키지로 ASE(Advanced Semiconductor Engineering)와 같은 OSAT(Outsourced Semiconductor Assembly and Test) 회사에서 생산된다. WL-CSP 또는 WLCSP 패키지는 다이의 핀이나 접점을 재배열하여 충분히 크고 공간을 확보할 수 있도록 재분배 레이어(RDL, 인터포저 또는 입출력 피치)가 있는 베어 다이이다. BGA(볼 그리드 배열) 패키지처럼 처리된다.
웨이퍼 레벨 패키징에는 팬인(Fan-in)과 팬아웃(Fan-out)의 두 가지 종류가 있다. 팬인 WLCSP 패키지에는 다이와 동일한 크기의 인터포저가 있는 반면, 팬아웃 WLCSP 패키지에는 기존 BGA 패키지와 유사하게 다이보다 큰 인터포저가 있다. 차이점은 인터포저가 내장되어 있다는 것이다. 다이를 다이 위에 직접 부착하고 플립 칩 방식을 사용하여 리플로우하는 대신 다이 바로 위에 있다. 이는 팬인 WLSCP 패키지에서도 마찬가지이다. 두 경우 모두 인터포저가 있는 다이는 에폭시와 같은 캡슐화 재료로 덮일 수 있다.
2015년 2월, 라즈베리 파이 2의 WL-CSP 칩에 칩 내에서 광전 효과를 유발하는 크세논 플래시(또는 기타 밝은 장파광 플래시)에 문제가 있는 것으로 밝혀졌다. 따라서 웨이퍼 레벨 패키징에서는 매우 밝은 빛에 대한 노출을 신중하게 고려해야 한다.